# 29番アベニュー駅
29番アベニュー駅（英: 29th Avenue Station）は、カナダのブリティッシュコロンビア州バンクーバー市にある、スカイトレイン（エキスポ・ライン）の駅である。
1985年12月11日に開業した。

## 駅構造
島式1面2線の駅。地上ホームは1つのホームをエキスポラインが使用している。

### のりば
| ホーム | 路線            | 行先                                                 |
| ------ | --------------- | ---------------------------------------------------- |
| 1      | ■エキスポライン | ウォーターフロント方面                               |
| 2      | ■エキスポライン | コロンビア・キングジョージ方面                       |
| 2      | ■エキスポライン | コロンビア・プロダクション ウェイ-ユニバーシティ方面 |

## 路線
バス路線
- 1番乗り場 - 33系統・UBC行
- 2番乗り場 - 29系統・エリオット通り
- 3番乗り場 - 26系統・ジョイス・コリングウッド駅行
- 4番乗り場 - 16系統・アービュタス

## 隣の駅
■ エキスポ・ライン
ナナイモ駅 - 29番アベニュー駅 - ジョイス・コリングウッド駅